# Corire
Corire es una localidad peruana, capital del distrito de Uraca ubicado en la provincia de Castilla en el departamento de Arequipa. Se encuentra a 429 m s. n. m.
Se ubica en la parte más amplia y baja del valle del río Majes y tiene elevaciones montañosas, las cuales son estribaciones de la cordillera de los Andes. Esta característica, hace que los cerros, quebradas y planicies que circundan el distrito sean consideradas continuación del desierto de Atacama.
Se encuentra a mitad de camino entre El Pedregal y Aplao.
Para acceder a la Ciudad se tiene que viajar por 3 horas desde Arequipa.
Muy cerca se encuentra el parque del Querulpa, donde se exhiben huellas de dinosaurios, fósiles y algunas animaciones de estos.
También es muy famosa la fiesta del Camarón en esta ciudad.
- Datos: Q5788557

1. ↑  Worldpostalcodes.org, código postal n.º 04601.